# Aleardo Nani
Aleardo Nani (Solero, 6 luglio 1931 – Nizza, 8 ottobre 2013) è stato un calciatore e cestista italiano naturalizzato francese, di ruolo difensore.

## Carriera
Nato a Solero, paese in provincia di Alessandria, gioca inizialmente a basket nel Club Tennis Basket Ball prima di passare al calcio con l'International FC e il FONRS di Nizza. Nel 1950 viene naturalizzato francese, andando a giocare per l'OGC Nizza, la società più importante della città. Rimane otto anni vincendo quattro titoli francesi e due coppe nazionali, giocando più di 24 incontri di Division 1 e partecipando anche alla seconda edizione della Coppa Campioni con 3 presenze. Dopo il 1958 gioca con squadre amatoriali fino al ritiro dall'attività agonistica.

## Palmarès

### Club

#### Competizioni nazionali
- Campionato francese: 1

Nizza: 1950-1951, 1951-1952, 1955-1956, 1958-1959
- Coupe de France: 2

Nizza: 1950-1951, 1951-1952